# Aphanogmus
Aphanogmus är ett släkte av steklar som beskrevs av Thomson 1858. Aphanogmus ingår i familjen pysslingsteklar.

## Dottertaxa tillAphanogmus, i alfabetisk ordning[1][2]
- Aphanogmus abdominalis
- Aphanogmus amoratus
- Aphanogmus angustipennis
- Aphanogmus aphidi
- Aphanogmus apicalis
- Aphanogmus apteryx
- Aphanogmus asper
- Aphanogmus assimilis
- Aphanogmus bicolor
- Aphanogmus brunneus
- Aphanogmus canadensis
- Aphanogmus captiosus
- Aphanogmus clavatellus
- Aphanogmus claviartus
- Aphanogmus clavicornis
- Aphanogmus compressiventris
- Aphanogmus compressus
- Aphanogmus conicus
- Aphanogmus crassiceps
- Aphanogmus dessarti
- Aphanogmus dictynna
- Aphanogmus dolichocerus
- Aphanogmus dorsalis
- Aphanogmus elegantulus
- Aphanogmus eurymerus
- Aphanogmus fasciipennis
- Aphanogmus fasciolatus
- Aphanogmus fijiensis
- Aphanogmus floridanus
- Aphanogmus fulmeki
- Aphanogmus fumipennis
- Aphanogmus furcatus
- Aphanogmus gibbus
- Aphanogmus goniozi
- Aphanogmus gracilicornis
- Aphanogmus granulosus
- Aphanogmus guadalcanalensis
- Aphanogmus hakgalae
- Aphanogmus hakonensis
- Aphanogmus harringtoni
- Aphanogmus incredibilis
- Aphanogmus insularis
- Aphanogmus javensis
- Aphanogmus lamellifer
- Aphanogmus limbocellatus
- Aphanogmus longiclavus
- Aphanogmus manihoti
- Aphanogmus manilae
- Aphanogmus marylandicus
- Aphanogmus megacephalus
- Aphanogmus microcleptes
- Aphanogmus microneurus
- Aphanogmus monilicornis
- Aphanogmus myrmecobius
- Aphanogmus nanus
- Aphanogmus neglectus
- Aphanogmus niger
- Aphanogmus nigripes
- Aphanogmus origenus
- Aphanogmus pallidipes
- Aphanogmus parvulus
- Aphanogmus perfoliatus
- Aphanogmus picicornis
- Aphanogmus pidurutalagalae
- Aphanogmus polymorphus
- Aphanogmus procerus
- Aphanogmus radialis
- Aphanogmus remotus
- Aphanogmus reticulatus
- Aphanogmus rufus
- Aphanogmus salicicola
- Aphanogmus serrulatus
- Aphanogmus sigras
- Aphanogmus socius
- Aphanogmus steinitzi
- Aphanogmus strabus
- Aphanogmus strobilorum
- Aphanogmus subapterus
- Aphanogmus tenuicornis
- Aphanogmus terminalis
- Aphanogmus thomasinianae
- Aphanogmus thylax
- Aphanogmus triozae
- Aphanogmus trispinosus
- Aphanogmus unifasciatus
- Aphanogmus varipes
- Aphanogmus vernoniae
- Aphanogmus vicinus
- Aphanogmus virginiensis
- Aphanogmus vitripennis